# Liste der Bodendenkmäler in Mengkofen
Auf dieser Seite sind die Bodendenkmäler in der niederbayerischen Gemeinde Mengkofen zusammengestellt. Diese Tabelle ist eine Teilliste der Liste der Bodendenkmäler in Bayern. Grundlage ist die Bayerische Denkmalliste, die auf Basis des Bayerischen Denkmalschutzgesetzes vom 1. Oktober 1973 erstmals erstellt wurde und seither durch das Bayerische Landesamt für Denkmalpflege geführt wird. Die folgenden Angaben ersetzen nicht die rechtsverbindliche Auskunft der Denkmalschutzbehörde.

## Bodendenkmäler der Gemeinde Mengkofen

### Bodendenkmäler in der Gemarkung Hofdorf
| Lage               | Objekt | Akten-Nr.     | Bild |
| ------------------ | --- | ------------- | ---- |
| Hofdorf (Standort) | Grabhügel vorgeschichtlicher Zeitstellung. | D-2-7240-0017 |      |
| Hofdorf (Standort) | Untertägige Befunde des Mittelalters und der frühen Neuzeit im Bereich des abgegangenen Hofmarkschlosses mit zugehörigen Ökonomiegebäuden in Hofdorf (verebneter Wasserburgstall). Siehe auch: Schloss Hofdorf                                                         | D-2-7240-0020 |      |
| Hofdorf (Standort) | Siedlung vor- und frühgeschichtlicher Zeitstellung. | D-2-7240-0023 |      |
| Hofdorf (Standort) | Siedlung vor- und frühgeschichtlicher Zeitstellung. | D-2-7240-0047 |      |
| Hofdorf (Standort) | Siedlung vor- und frühgeschichtlicher Zeitstellung. | D-2-7240-0048 |      |
| Hofdorf (Standort) | Verebneter Grabhügel vorgeschichtlicher Zeitstellung. | D-2-7240-0049 |      |
| Hofdorf (Standort) | Siedlung vor- und frühgeschichtlicher Zeitstellung. | D-2-7240-0050 |      |
| Hofdorf (Standort) | Siedlung vor- und frühgeschichtlicher Zeitstellung. | D-2-7240-0051 |      |
| Hofdorf (Standort) | Siedlung vor- und frühgeschichtlicher Zeitstellung. | D-2-7240-0052 |      |
| Hofdorf (Standort) | Siedlung vor- und frühgeschichtlicher Zeitstellung. | D-2-7240-0053 |      |
| Hofdorf (Standort) | Siedlung vor- und frühgeschichtlicher Zeitstellung. | D-2-7240-0054 |      |
| Hofdorf (Standort) | Siedlung vor- und frühgeschichtlicher Zeitstellung. | D-2-7240-0055 |      |
| Hofdorf (Standort) | Siedlung vor- und frühgeschichtlicher Zeitstellung. | D-2-7240-0056 |      |
| Hofdorf (Standort) | Siedlung vor- und frühgeschichtlicher Zeitstellung. | D-2-7240-0057 |      |
| Hofdorf (Standort) | Siedlung vor- und frühgeschichtlicher Zeitstellung. | D-2-7240-0058 |      |
| Hofdorf (Standort) | Siedlung vor- und frühgeschichtlicher Zeitstellung. | D-2-7240-0059 |      |
| Hofdorf (Standort) | Verebnetes Grabenwerk vor- und frühgeschichtlicher Zeitstellung. | D-2-7240-0060 |      |
| Hofdorf (Standort) | Verebneter Burgstall des Mittelalters. | D-2-7240-0061 |      |
| Hofdorf (Standort) | Siedlung vor- und frühgeschichtlicher Zeitstellung. | D-2-7240-0062 |      |
| Hofdorf (Standort) | Untertägige Befunde und Bestattungsplatz des Mittelalters und der frühen Neuzeit im Bereich der Katholischen Pfarrkirche Mariä Verkündigung in Mengkofen, darunter die Spuren von Vorgängerbauten bzw. älteren Bauphasen. Siehe auch: Mariä Verkündigung (Mengkofen)   | D-2-7240-0199 |      |
| Hofdorf (Standort) | Schanze der frühen Neuzeit. | D-2-7240-0200 |      |
| Hofdorf (Standort) | Untertägige Befunde des Mittelalters und der frühen Neuzeit im Bereich der Katholischen Pfarrkirche St. Margareta mit zugehörigem, ummauerten Friedhof in Hofdorf, darunter die Spuren von Vorgängerbauten bzw. älteren Bauphasen. Siehe auch: St. Margareta (Hofdorf) | D-2-7240-0209 |      |
| Hofdorf (Standort) | Untertägige Befunde des Mittelalters und der frühen Neuzeit im Bereich des abgebrochenen Vorgängerbaus der Katholischen Kirche St. Georg mit zugehörigem, aufgelassenen, ehemalige ummauerten Friedhof in Weichshofen. Siehe auch: St. Georg (Weichshofen)             | D-2-7240-0218 |      |
| Hofdorf (Standort) | Untertägige Befunde des Mittelalters und der frühen Neuzeit im Bereich des ehemaligen Hofmarkschlosses mit zugehöriger, abgegangener Schlosskapelle in Mengkofen, darunter die Spuren von Vorgängerbauten bzw. älteren Bauphasen. Siehe auch: Schloss Mengkofen        | D-2-7240-0221 |      |
| Hofdorf (Standort) | Untertägige Befunde der frühen Neuzeit im Bereich der Katholischen Wallfahrtskirche St. Redemptor mit zugehöriger, abgegangener Klause in Klausen, darunter die Spuren von Vorgängerbauten bzw. älteren Bauphasen. Siehe auch: St. Redemptor (Klausen)                 | D-2-7240-0256 |      |

### Bodendenkmäler in der Gemarkung Hüttenkofen
| Lage                   | Objekt | Akten-Nr.     | Bild |
| ---------------------- | --- | ------------- | ---- |
| Hüttenkofen (Standort) | Siedlung vor- und frühgeschichtlicher bzw. mittelalterlich-frühneuzeitlicher Zeitstellung. | D-2-7240-0037 |      |
| Hüttenkofen (Standort) | Siedlung vor- und frühgeschichtlicher Zeitstellung. | D-2-7240-0039 |      |
| Hüttenkofen (Standort) | Verebnetes Grabenwerk vor- und frühgeschichtlicher Zeitstellung. | D-2-7240-0040 |      |
| Hüttenkofen (Standort) | Weitgehend verebneter Wasserburgstall des Mittelalters und der frühen Neuzeit. Siehe auch: Burgstall Puchhausen | D-2-7240-0041 |      |
| Hüttenkofen (Standort) | Siedlung des Jungneolithikums bzw. der Altheimer Gruppe. | D-2-7240-0043 |      |
| Hüttenkofen (Standort) | Siedlung vor- und frühgeschichtlicher Zeitstellung. | D-2-7240-0063 |      |
| Hüttenkofen (Standort) | Verebnete Grabhügel vorgeschichtlicher Zeitstellung. | D-2-7240-0065 |      |
| Hüttenkofen (Standort) | Siedlung vor- und frühgeschichtlicher bzw. mittelalterlich-frühneuzeitlicher Zeitstellung. | D-2-7240-0066 |      |
| Hüttenkofen (Standort) | Siedlung vor- und frühgeschichtlicher Zeitstellung. | D-2-7240-0067 |      |
| Hüttenkofen (Standort) | Verebneter Turmhügel des Mittelalters. Siehe auch: Turmhügel Bruckhof | D-2-7240-0068 |      |
| Hüttenkofen (Standort) | Siedlung vor- und frühgeschichtlicher Zeitstellung. | D-2-7240-0069 |      |
| Hüttenkofen (Standort) | Verebneter Kreisgraben und Siedlung vor- und frühgeschichtlicher Zeitstellung. | D-2-7240-0197 |      |
| Hüttenkofen (Standort) | Untertägige Befunde des Mittelalters und der frühen Neuzeit im Bereich der Katholischen Kirche Mariä Himmelfahrt mit zugehörigem, ummauerten Friedhof in Hüttenkofen, darunter die Spuren von Vorgängerbauten bzw. älteren Bauphasen. Siehe auch: Mariä Himmelfahrt (Hüttenkofen) | D-2-7240-0210 |      |
| Hüttenkofen (Standort) | Untertägige Befunde des Mittelalters und der frühen Neuzeit im Bereich des abgebrochenen Vorgängerbaus der Katholischen Kirche St. Petrus mit zugehörigem, aufgelassenen, ehemalige ummauerten Friedhof in Puchhausen. Siehe auch: St. Petrus (Puchhausen)                        | D-2-7240-0214 |      |
| Hüttenkofen (Standort) | Verebneter vorgeschichtlicher Grabhügel und Siedlung vor- und frühgeschichtlicher Zeitstellung. | D-2-7241-0049 |      |
| Hüttenkofen (Standort) | Siedlung der Münchshöfener Gruppe und der Bronzezeit. | D-2-7241-0135 |      |

### Bodendenkmäler in der Gemarkung Martinsbuch
| Lage                   | Objekt | Akten-Nr.     | Bild |
| ---------------------- | --- | ------------- | ---- |
| Martinsbuch (Standort) | Grabhügel vorgeschichtlicher Zeitstellung. | D-2-7240-0018 |      |
| Martinsbuch (Standort) | Grabhügel vorgeschichtlicher Zeitstellung, unter anderem der Hallstattzeit. | D-2-7240-0019 |      |
| Martinsbuch (Standort) | Grabhügel vorgeschichtlicher Zeitstellung. | D-2-7240-0044 |      |
| Martinsbuch (Standort) | Verebnete Grabhügel vorgeschichtlicher Zeitstellung. | D-2-7240-0072 |      |
| Martinsbuch (Standort) | Siedlung vor- und frühgeschichtlicher Zeitstellung. | D-2-7240-0195 |      |
| Martinsbuch (Standort) | Siedlung vor- und frühgeschichtlicher Zeitstellung. | D-2-7240-0196 |      |
| Martinsbuch (Standort) | Untertägige Befunde des Mittelalters und der frühen Neuzeit im Bereich der Katholischen Pfarrkirche St. Martin mit zugehörigem, ummauerten Friedhof in Martinsbuch, darunter die Spuren von Vorgängerbauten bzw. älteren Bauphasen. Siehe auch: St. Martin (Martinsbuch) | D-2-7240-0206 |      |

### Bodendenkmäler in der Gemarkung Mühlhausen
| Lage                  | Objekt | Akten-Nr.     | Bild |
| --------------------- | --- | ------------- | ---- |
| Mühlhausen (Standort) | Grabhügel vorgeschichtlicher Zeitstellung. | D-2-7240-0001 |      |
| Mühlhausen (Standort) | Grabhügel vorgeschichtlicher Zeitstellung. | D-2-7240-0002 |      |
| Mühlhausen (Standort) | Siedlung vor- und frühgeschichtlicher Zeitstellung. | D-2-7240-0003 |      |
| Mühlhausen (Standort) | Siedlung der Linearbandkeramik. | D-2-7240-0004 |      |
| Mühlhausen (Standort) | Frühmittelalterlicher Ringwall. Siehe auch: Ringwall Schanze (Mengkofen) | D-2-7240-0005 |      |
| Mühlhausen (Standort) | Siedlung der frühen Bronzezeit. | D-2-7240-0006 |      |
| Mühlhausen (Standort) | Siedlung vor- und frühgeschichtlicher Zeitstellung. | D-2-7240-0007 |      |
| Mühlhausen (Standort) | Siedlung vor- und frühgeschichtlicher Zeitstellung. | D-2-7240-0008 |      |
| Mühlhausen (Standort) | Siedlung vor- und frühgeschichtlicher Zeitstellung. | D-2-7240-0009 |      |
| Mühlhausen (Standort) | Siedlung vor- und frühgeschichtlicher Zeitstellung. | D-2-7240-0010 |      |
| Mühlhausen (Standort) | Siedlung vor- und frühgeschichtlicher Zeitstellung. | D-2-7240-0012 |      |
| Mühlhausen (Standort) | Verebnete vorgeschichtliche Grabhügel und Siedlung vor- und frühgeschichtlicher Zeitstellung. | D-2-7240-0013 |      |
| Mühlhausen (Standort) | Grabhügel vorgeschichtlicher Zeitstellung. | D-2-7240-0015 |      |
| Mühlhausen (Standort) | Grabhügel vorgeschichtlicher Zeitstellung. | D-2-7240-0016 |      |
| Mühlhausen (Standort) | Grabhügel vorgeschichtlicher Zeitstellung. | D-2-7240-0045 |      |
| Mühlhausen (Standort) | Siedlung der Linearbandkeramik, der Stichbandkeramik, der Münchshöfener Gruppe, der mittleren Bronzezeit und der Urnenfelderzeit. | D-2-7240-0073 |      |
| Mühlhausen (Standort) | Verebneter vorgeschichtlicher Grabhügel und Siedlung vor- und frühgeschichtlicher Zeitstellung. | D-2-7240-0074 |      |
| Mühlhausen (Standort) | Untertägige Befunde des Mittelalters und der frühen Neuzeit im Bereich der Katholischen Kirche St. Leonhard mit zugehörigem, ummauerten Friedhof in Hagenau, darunter die Spuren von Vorgängerbauten bzw. älteren Bauphasen. Siehe auch: St. Leonhard (Hagenau) | D-2-7240-0208 |      |
| Mühlhausen (Standort) | Untertägige Befunde des Mittelalters und der frühen Neuzeit im Bereich der Katholischen Kirche St. Peter und Paul in Pramersbuch, darunter die Spuren von Vorgängerbauten bzw. älteren Bauphasen. Siehe auch: St. Peter und Paul (Pramersbuch)                  | D-2-7240-0213 |      |
| Mühlhausen (Standort) | Untertägige Befunde des Mittelalters und der frühen Neuzeit im Bereich der Katholischen Pfarrkirche St. Michael mit zugehörigem, z. T. aufgelassenen Friedhof in Steinbach, darunter die Spuren von Vorgängerbauten bzw. älteren Bauphasen.                     | D-2-7240-0220 |      |
| Mühlhausen (Standort) | Siedlung der Linear- und Stichbandkeramik, der Gruppe Oberlauterbach, der Münchshöfener und Altheimer Gruppe, der Urnenfelder-, Hallstatt- und späten Latènezeit.                                                                                               | D-2-7340-0001 |      |
| Mühlhausen (Standort) | Turmhügel des Mittelalters. Siehe auch: Turmhügel Vogelsang | D-2-7340-0002 |      |
| Mühlhausen (Standort) | Turmhügel des Mittelalters. Siehe auch: Turmhügel Rasch | D-2-7340-0003 |      |
| Mühlhausen (Standort) | Grabhügel vorgeschichtlicher Zeitstellung. | D-2-7340-0004 |      |
| Mühlhausen (Standort) | Grabhügel vorgeschichtlicher Zeitstellung. | D-2-7340-0005 |      |
| Mühlhausen (Standort) | Siedlung vor- und frühgeschichtlicher Zeitstellung. | D-2-7340-0134 |      |
| Mühlhausen (Standort) | Siedlung vor- und frühgeschichtlicher Zeitstellung. | D-2-7340-0135 |      |
| Mühlhausen (Standort) | Siedlung des Mittelneolithikums. | D-2-7340-0136 |      |
| Mühlhausen (Standort) | Verebneter Grabhügel vorgeschichtlicher Zeitstellung. | D-2-7340-0137 |      |
| Mühlhausen (Standort) | Untertägige Befunde des Mittelalters und der frühen Neuzeit im Bereich der Katholischen Kirche St. Wolfgang mit zugehörigem, aufgelassenen Friedhof in Ottending, darunter die Spuren von Vorgängerbauten bzw. älteren Bauphasen.                               | D-2-7340-0340 |      |

### Bodendenkmäler in der Gemarkung Tunzenberg
| Lage                  | Objekt | Akten-Nr.     | Bild |
| --------------------- | --- | ------------- | ---- |
| Tunzenberg (Standort) | Burgstall des Mittelalters. Siehe auch: Burgstall Obertunding | D-2-7240-0026 |      |
| Tunzenberg (Standort) | Grabhügel vorgeschichtlicher Zeitstellung. | D-2-7240-0027 |      |
| Tunzenberg (Standort) | Grabhügel vorgeschichtlicher Zeitstellung. | D-2-7240-0028 |      |
| Tunzenberg (Standort) | Frühmittelalterlicher Ringwall. Siehe auch: Burgstall Schanze (Mengkofen) | D-2-7240-0029 |      |
| Tunzenberg (Standort) | Grabhügel vorgeschichtlicher Zeitstellung, unter anderem der Hallstattzeit. | D-2-7240-0030 |      |
| Tunzenberg (Standort) | Verebnete Grabhügel vorgeschichtlicher Zeitstellung. | D-2-7240-0031 |      |
| Tunzenberg (Standort) | Siedlung vor- und frühgeschichtlicher Zeitstellung. | D-2-7240-0032 |      |
| Tunzenberg (Standort) | Siedlung vor- und frühgeschichtlicher Zeitstellung. | D-2-7240-0033 |      |
| Tunzenberg (Standort) | Verebneter vorgeschichtlicher Grabhügel mit Kreisgraben und Siedlung vor- und frühgeschichtlicher Zeitstellung. | D-2-7240-0034 |      |
| Tunzenberg (Standort) | Siedlung vor- und frühgeschichtlicher Zeitstellung. | D-2-7240-0035 |      |
| Tunzenberg (Standort) | Siedlung vor- und frühgeschichtlicher Zeitstellung. | D-2-7240-0075 |      |
| Tunzenberg (Standort) | Verebnete Grabhügel vorgeschichtlicher Zeitstellung. | D-2-7240-0076 |      |
| Tunzenberg (Standort) | Verebnete Grabhügel vorgeschichtlicher Zeitstellung. | D-2-7240-0077 |      |
| Tunzenberg (Standort) | Untertägige Befunde des Mittelalters und der frühen Neuzeit im Bereich der Katholischen Pfarrkirche St. Katharina mit zugehörigem, ummauerten Friedhof in Obertunding, darunter die Spuren von Vorgängerbauten bzw. älteren Bauphasen. Siehe auch: St. Katharina (Obertunding)                                             | D-2-7240-0211 |      |
| Tunzenberg (Standort) | Untertägige Befunde des Mittelalters und der frühen Neuzeit im Bereich des ehemaligen Hofmarkschlosses mit Wirtschaftsgebäuden und zugehöriger Katholischen Schlosskirche St. Joseph in Tunzenberg, darunter die Spuren von Vorgängerbauten bzw. älteren Bauphasen. Siehe auch: Schloss Tunzenberg, St. Josef (Tunzenberg) | D-2-7240-0216 |      |
| Tunzenberg (Standort) | Untertägige Befunde der frühen Neuzeit im Bereich der Katholischen Kirche St. Stephan in Dengkofen, darunter die Spuren von Vorgängerbauten bzw. älteren Bauphasen. Siehe auch: St. Stephanus (Dengkofen) | D-2-7240-0251 |      |
| Tunzenberg (Standort) | Siedlung der Linearbandkeramik. | D-2-7240-0264 |      |